# 시사토크 판
《시사토크 판》은 TV조선에서 방송되었던 텔레비전 프로그램이다.

## MC
- 1대: 최희준, 박은주 (2011년 12월 1일 ~ 2014년 3월 28일)
- 2대: 최희준, 김윤덕 (2014년 3월 31일 ~ 2015년 7월 31일)
- 3대: 최희준, 오현주 (2015년 8월 3일 ~ 2015년 9월 4일)